# Unično
Unično – wieś w Słowenii, w gminie Hrastnik. W 2018 roku liczyła 14 mieszkańców.